# 忌野清志郎 ロックン・ロール・ショー
『忌野清志郎 ロックン・ロール・ショー』は、2011年から開催された、忌野清志郎の追悼ライブである。

## 2011年
開催日
- 2011年5月2日 - 日本武道館

出演
- 忌野清志郎
- 忌野清志郎Band
  - 仲井戸麗市（ギター）
  - 新井田耕造（ドラム）
  - 藤井裕（ベース）
  - Dr.kyOn（キーボード）
  - 梅津和時（サックス）
  - 片山広明（サックス）
  - Leyona(コーラス)
- ゆず
- 仲井戸麗市
- 宮沢和史
- 浜崎貴司
- 高野寛
- トータス松本
- Leyona
- 金子マリ
- 金子ノブアキ
- 泉谷しげる
- 真心ブラザーズ
- サンボマスター
- 東京スカパラダイスオーケストラ
- 原田郁子
- ハナレグミ
- 矢野顕子
- 細野晴臣
- YUKI
- 奥田民生
- ザ・クロマニヨンズ
- KenKen
- 斉藤和義

セットリスト
宮沢和史、浜崎貴司、高野寛、ゆず、奥田民生、斉藤和義、トータス松本
1. 雨あがりの夜空に

仲井戸"CHABO"麗市
1. 激しい雨

Leyona
1. Sweet Soul Music
2. ダンスミュージック☆あいつ

金子マリ
1. ラッキーボーイ
2. MIDNIGHT BLUE（with KenKen、金子ノブアキ）

斉藤和義
1. JUMP
2. ドカドカうるさいR&Rバンド

トータス松本
1. すべてはALRIGHT
2. よそ者

泉谷しげる
1. 雨あがりの夜空に
2. サマータイム・ブルース
3. ラブ・ミー・テンダー

ゆず
1. 金もうけのために生まれたんじゃないぜ
2. イマジン

真心ブラザーズ
1. ファンからの贈り物
2. 2時間35分

サンボマスター
1. トランジスタ・ラジオ
2. 世界中の人に自慢したいよ

東京スカパラダイスオーケストラ
1. Break into the Light～約束の帽子～
2. 危ない二人
3. トランジスタ・ラジオ

原田郁子
1. 銀河

ハナレグミ
1. 君を呼んだのに
2. 多摩蘭坂

浜崎貴司、高野寛
1. 君が僕を知ってる
2. デイ・ドリーム・ビリーバー

矢野顕子
1. 恩赦
2. ひとつだけ

宮沢和史
1. ぼくの自転車のうしろに乗りなよ
2. うわの空

細野晴臣、高野寛
1. 幸せハッピー

YUKI
1. 自由
2. 不思議

奥田民生
1. スローバラード
2. チャンスは今夜

ザ・クロマニヨンズ
1. ROCK ME BABY
2. ベイビー!逃げるんだ。
3. いい事ばかりはありゃしない

仲井戸"CHABO"麗市、金子マリ、Leyona
1. ブン・ブン・ブン

仲井戸"CHABO"麗市、奥田民生、斉藤和義、トータス松本、金子マリ、Leyona
1. 雨あがりの夜空に

## 2012年
開催日
- 2012年5月2日 - 日本武道館

出演者
- 忌野清志郎
- 忌野清志郎Band
  - 仲井戸麗市(G)
  - 新井田耕造(Dr)
  - 藤井裕(B)
  - Dr.kyOn(Key)
  - 梅津和時(A.Sax)
  - 片山広明(T.Sax)
  - Leyona(Cho)
  - Guest:武田真治(A.Sax)
- 奥田民生
- 木村充揮
- 内田勘太郎
- 斉藤和義
- JUN SKY WALKER(S)
- Chara
- トータス松本
- 仲井戸"CHABO"麗市
- 浜崎貴司
- 小泉今日子
- 三宅伸治
- 矢野顕子
- 吉井和哉
- ラキタ
- LOVE PSYCHEDELICO
- スティーヴ・クロッパー

セットリスト
奥田民生、トータス松本、Layona
1. ロックン・ロール・ショー

トータス松本
1. 君が僕を知ってる
2. I LIKE YOU

Layona
1. ラプソディー
2. Good Lovin'

LOVE PSYCHEDELICO
1. Oh! BABY
2. い・け・な・い ルージュマジック

浜崎貴司 + 小泉今日子
1. つ・き・あ・い・た・い
2. Baby#1

吉井和哉
1. RAZOR SHARP・キレル奴
2. Mother

木村充揮 & 内田勘太郎
1. 彼女の笑顔
2. 上を向いて歩こう

三宅伸治
1. 約束
2. JUMP

JUN SKY WALKER(S)
1. スローバラード
2. キモちE

スティーヴ・クロッパー
1. (Sittin'On)The Dock of The Bay
2. IN THE MIDNIGHT HOUR

矢野顕子
1. 雑踏
2. ひとつだけ

ラキタ
1. まぼろし

Chara
1. ハイウェイのお月様（with 仲井戸"CHABO"麗市）
2. 指輪をはめたい

斉藤和義
1. エンジェル
2. FULL OF TEARS 涙あふれて

斉藤和義、奥田民生
1. ドカドカうるさいR&Rバンド

奥田民生
1. あふれる熱い涙
2. 誰かがBedで眠ってる

仲井戸"CHABO"麗市
1. いい事ばかりはありゃしない

浜崎貴司、吉井和哉
1. トランジスタ・ラジオ

出演者全員
1. 雨あがりの夜空に

## 2013年
開催日
- 2013年5月2日 - 日本武道館

出演
- 忌野清志郎
- 忌野清志郎Band
  - 小倉博和（Guitar）
  - 斎藤有太（Keyboards）
  - TOKIE（Bass）
  - Dr．kyOn（Keyboards）
  - 古田たかし（Drums）
  - 山本拓夫（Sax）
  - yukarie（Sax）
- 泉谷しげる
- 及川光博
- 奥田民生
- 佐藤タイジ
- 曽我部恵一
- サム・ムーア
- トータス松本
- ハナレグミ
- 細野晴臣
- 細美武士
- 坂本龍一
- 真心ブラザーズ
- 青葉市子
- 増子直純
- ムッシュかまやつ
- 矢野顕子
- 浜崎貴司
- 佐野元春

セットリスト
トータス松本
1. ドカドカうるさいR&Rバンド
2. 不思議

佐野元春
1. トランジスタ・ラジオ

ムッシュかまやつ & 浜崎貴司
1. 黒くぬれ!
2. たとえばこんなラヴ・ソング

真心ブラザーズ
1. お墓
2. Johnny Blue

及川光博
1. 強烈ロマンス
2. 涙のプリンセス

泉谷しげる
1. いい事ばかりはありゃしない

細美武士
1. スローバラード
2. デイ・ドリーム・ビリーバー

細野晴臣 + 坂本龍一 with 青葉市子
1. 日本の人

ハナレグミ
1. 多摩蘭坂
2. サヨナラCOLOR

佐藤タイジ & 曽我部恵一
1. 甲州街道はもう秋なのさ
2. スローバラード

矢野顕子
1. セラピー
2. 恩赦
3. ひとつだけ

サム・ムーア
1. Soul Man
2. That Lucky Old Sun

奥田民生
1. サラリーマン
2. あきれて物も言えない

増子直純
1. ダーリン・ミシン
2. ブン・ブン・ブン

出演者全員
1. 雨あがりの夜空に

## 2014年
開催日
- 2014年5月2日 - 渋谷公会堂

出演
- 忌野清志郎
- トータス松本
- 仲井戸"CHABO"麗市
- 奥田民生
- 真心ブラザーズ
- Char
- 浜崎貴司

セットリスト
トータス松本
1. あの娘のレター
2. よそ者
3. Oh! Baby
4. The Dock Of The Bay

仲井戸"CHABO"麗市
1. ボスしけてるぜ
2. 僕とあの娘
3. まぼろし
4. けむり
5. 夜の散歩をしないかね

真心ブラザーズ
1. あの歌が思い出せない
2. お墓
3. わかってもらえるさ
4. よごれた顔でこんにちは

真心ブラザーズ、奥田民生、浜崎貴司
1. デイ・ドリーム・ビリーバー

奥田民生
1. シュー
2. スローバラード

奥田民生、Char
1. かくれんぼ
2. S.F.

仲井戸"CHABO"麗市、トータス松本、真心ブラザーズ、Char、奥田民生、浜崎貴司
1. つ・き・あ・い・た・い

## 2015年
開催日
- 2015年5月2日 - 渋谷公会堂

出演
- 忌野清志郎
- 忌野清志郎Band
  - 仲井戸麗市（Gt）
  - Dr.kyOn（Key）
  - 湯川トーベン（Ba）
  - 古田たかし（Drs）
  - 梅津和時（A.Sax）
  - 片山広明（T.Sax）
- 井上陽水
- 奥田民生
- 曽我部恵一
- Char
- トータス松本
- TOSHI-LOW
- 仲井戸“CHABO”麗市
- 浜崎貴司
- 細野晴臣

セットリスト
トータス松本、奥田民生
1. よォーこそ

トータス松本
1. ベイビー！逃げるんだ。
2. ラプソディー

TOSHI-LOW
1. 明日なき世界
2. ドカドカうるさいR&Rバンド

曽我部恵一
1. 九月になったのに
2. 山のふもとで犬と暮らしている

浜崎貴司、仲井戸”CHABO”麗市
1. いい事ばかりはありゃしない

浜崎貴司
1. JUMP

細野晴臣
1. 幸せハッピー

仲井戸”CHABO”麗市
1. エネルギー Oh エネルギー

井上陽水
1. 帰れない二人
2. 忙しすぎたから

Char
1. かくれんぼ
2. S.F.

Char、奥田民生
1. つ・き・あ・い・た・い

奥田民生
1. スローバラード

奥田民生、トータス松本、浜崎貴司、曽我部恵一
1. トランジスタ・ラジオ

仲井戸”CHABO”麗市、奥田民生、トータス松本、浜崎貴司、曽我部恵一、TOSHI-LOW
1. 毎日がブランニューデイ

出演者全員
1. 雨あがりの夜空に

## 2016年
開催日
- 2016年5月7日 - 日比谷野外大音楽堂

出演
- 忌野清志郎
- 黒猫チェルシー
- サニーデイ・サービス
- THEATRE BROOK
- 仲井戸麗市
- TOSHI-LOW
- 梅津和時（A.Sax）
- 片山広明（T.Sax）
- JUN SKY WALKER(S)

セットリスト
黒猫チェルシー
1. ガラクタ
2. わかってもらえるさ
3. ぼくの好きな先生
4. 君を呼んだのに
5. 多摩蘭坂

サニーデイ・サービス
1. ファンからの贈り物
2. 大きな春子ちゃん
3. ヒッピーに捧ぐ
4. うわの空

曽我部恵一
1. ぼくの自転車のうしろに乗りなよ

JUN SKY WALKER(S)、エマーソン北村
1. ロックン・ロール・ショー
2. 気持ちE
3. スローバラード
4. トランジスタ・ラジオ
5. 上を向いて歩こう

シアターブルック with 梅津和時、片山広明
1. 甲州街道はもう秋なのさ
2. ドカドカうるさいR&Rバンド

シアターブルック with 梅津和時、片山広明、TOSHI-LOW
1. 明日なき世界
2. アイ・シャル・ビー・リリースト

シアターブルック with 仲井戸麗市、梅津和時、片山広明
1. あきれて物も言えない

仲井戸"CHABO"麗市
1. もっとおちついて

シアターブルック with 仲井戸麗市・TOSHI-LOW・梅津和時・片山広明
1. よォーこそ

仲井戸麗市、梅津和時
1. 夜の散歩をしないかね

出演者全員
1. 雨あがりの夜空に

## 2017年
開催日
- 2017年5月9日 - 中野サンプラザホール

出演
- 忌野清志郎
- 梅津和時
- 奇妙礼太郎
- 佐藤タイジ（THEATRE BROOK）
- サニーデイ・サービス
  - 曽我部恵一（Vo.G）
  - 田中貴（B）
  - 岡山健二（Dr）
  - 木暮晋也（G）
  - 新井仁（G）
  - 高野勲（Key）
- 志磨遼平（ドレスコーズ）
- TOSHI-LOW（BRAHMAN）
- 仲井戸“CHABO”麗市
- 中納良恵（EGO-WRAPPIN'）
- 原田郁子（クラムボン）
- ワタナベイビー（ホフディラン）

## 2019年（FINAL）
開催日
- 2019年5月4日 - 日比谷野外大音楽堂

出演
- 忌野清志郎
- 鮎川誠（シーナ&ザ・ロケッツ）
- 梅津和時
- 江川ゲンタ
- 金子マリ
- 河村“カースケ”智康
- 宮藤官九郎
- 斉藤和義
- 佐藤タイジ（THEATRE BROOK）
- 清水ミチコ
- 曽我部恵一
- 高野寛
- 竹中直人
- 多田葉子
- Char
- Dr.kyOn（BO GUMBOS）
- TOSHI-LOW（BRAHMAN）
- 仲井戸麗市
- 中村きたろー
- 夏木マリ
- のん
- 浜崎貴司（FLYING KIDS）
- 早川岳晴
- BEGIN
- 真心ブラザーズ
- 増子直純（怒髪天）
- 三宅伸治
- 宮本浩次（エレファントカシマシ）
- 村越弘明
- 矢野顕子
- 山崎まさよし
- Leyona
- 渡辺隆雄
- 木村拓哉（SMAP）※サプライズゲスト

セットリスト
| 曲順 | オリジナル            | 曲名                                      | うた                                                                              |
| ---- | --------------------- | ----------------------------------------- | --------------------------------------------------------------------------------- |
| 1    | RCサクセション        | ぼくの好きな先生（1972年）                | 竹中直人、木暮晋也、高木完                                                        |
| 2    | RCサクセション        | 甲州街道はもう秋なのさ（1976年）          | 曽我部恵一                                                                        |
| 3    | RCサクセション        | わかってもらえるさ（1976年）              | 浜崎貴司、高野寛                                                                  |
| 4    | 井上陽水 & 忌野清志郎 | 帰れない二人（1973年）                    | 清水ミチコ                                                                        |
| 5    | RCサクセション        | よごれた顔でこんにちは（1976年）          | 真心ブラザーズ                                                                    |
| 6    | のん                  | わたしはベイベー（2018年）                | 矢野顕子、のん                                                                    |
| 7    | THE TIMERS            | タイマーズのテーマ～偽善者（1989年）      | 宮藤官九郎                                                                        |
| 8    | THE TIMERS            | 原発賛成音頭（1989年）                    | 増子直純                                                                          |
| 9    | THE TIMERS            | デイ・ドリーム・ビリーバー（1989年）      | Leyona                                                                            |
| 10   | THE TIMERS            | あこがれの北朝鮮～Long Time Ago（1989年） | TOSHI-LOW                                                                         |
| 11   | THE TIMERS            | タイマーズのテーマ（1989年）              | TOSHI-LOW、宮藤官九郎、増子直純、Leyona                                           |
| 12   | RCサクセション        | よォーこそ（1980年）～お墓（1983年）      | 仲井戸麗市                                                                        |
| 13   | RCサクセション        | ロックン・ロール・ショー（1981年）        | Char                                                                              |
| 14   | RCサクセション        | 上を向いて歩こう（1979年）                | 夏木マリ                                                                          |
| 15   | RCサクセション        | いい事ばかりはありゃしない（1980年）      | 村越弘明                                                                          |
| 16   | RCサクセション        | 君が僕を知ってる（1986年）                | 宮本浩次                                                                          |
| 17   | RCサクセション        | スローバラード（1976年）                  | 佐藤タイジ                                                                        |
| 18   | RCサクセション        | ドカドカうるさいR&Rバンド（1983年）       | 斉藤和義                                                                          |
| 19   | 忌野清志郎            | ROCK ME BABY（2005年）                    | 鮎川誠                                                                            |
| 20   | 忌野清志郎            | 愛と平和（2005年）                        | 山崎まさよし                                                                      |
| 21   | 忌野清志郎 & 2・3'S   | 恩赦（1993年）                            | 金子マリ                                                                          |
| 22   | 忌野清志郎            | 雑踏（2003年）                            | BEGIN                                                                             |
| 23   | 三宅伸治              | ボスのSOUL（2011年）                      | 三宅伸治                                                                          |
| 24   | 忌野清志郎            | 毎日がブランニューデイ（2006年）          | 仲井戸麗市                                                                        |
| 25   | 忌野清志郎            | JUMP（2004年）                            | 金子マリ、斉藤和義、TOSHI-LOW、BEGIN 山崎まさよし、三宅伸治、仲井戸麗市、木村拓哉 |
| 26   | RCサクセション        | 雨あがりの夜空に（1980年）                | 出演者全員                                                                        |
| 27   | RCサクセション        | 多摩蘭坂（1981年）                        | 梅津和時、仲井戸麗市、三宅伸治                                                    |
| 28   | RCサクセション        | ヒッピーに捧ぐ（1976年）                  | 忌野清志郎                                                                        |
| 29   | 忌野清志郎            | 毎日がブランニューデイ（2006年）          | 忌野清志郎                                                                        |